# LKL de 2023-24
A Temporada da Liga Lituana de Basquetebol de 2023–24 foi a 30ª edição da principal competição de basquetebol masculino na Lituânia  disputada, em sua temporada regular, entre 16 de setembro de 2023 a 9 de maio de 2024. A equipe do Žalgiris Kaunas reconquistou seu título nacional e defende sua hegemonia sendo campeão 24º vezes.
A liga oficialmente chama-se Betsafe LKL por motivos de patrocinadores.

## Equipes participantes
Após o término da temporada 2022-23, a equipe do BC Prienai (Labas Gas) que havia sido a última colocada na tabela, declarou falência e deu lugar para o M Basket-Delamode, vice campeão da NKL que foi derrotado pelo BC Žalgiris II que sendo uma equipe B não pôde ser promovida.
| Clube                   | Localização | Arena                          |
| ----------------------- | ----------- | ------------------------------ |
| 7bet-Lietkabelis        | Panevėžys   | Cido Arena                     |
| CBet Jonavos            | Jonava      | Jonava Sports Arena            |
| Gargždai                | Palanga     | Palanga Arena                  |
| M Basket-Delamode       | Mažeikiai   | Telšiai Arena                  |
| Neptūnas                | Klaipėda    | Švyturys Arena                 |
| Nevėžis-Optibet         | Kėdainiai   | Kėdainiai Arena                |
| Pieno žvaigždės         | Pasvalys    | Pasvalys Pieno žvaigždės Arena |
| rytas Vilnius           | Vilnius     | Avia Solutions Group Arena     |
| Šiauliai-7bet           | Šiauliai    | Šiauliai Arena                 |
| Uniclub Casino-Juventus | Utena       | Utena Arena                    |
| Wolves                  | Alytus      | Alytus Arena                   |
| Žalgiris                | Kaunas      | Žalgiris Arena                 |

## Temporada Regular

### Classificação
| Pos. | Clube                   | J        | V        | D        | %P+      | %P-      | Classificação |
| ---- | ----------------------- | -------- | -------- | -------- | -------- | -------- | ------------- |
| 1    | Žalgiris                | 30       | 26       | 4        | 88.2     | 74.3     | Playoffs      |
| 2    | rytas Vilnius           | 30       | 24       | 6        | 93       | 80.3     | Playoffs      |
| 3    | Wolves Twinsbet         | 30       | 22       | 8        | 87.1     | 79.9     | Playoffs      |
| 4    | Uniclub Casino-Juventus | 30       | 18       | 12       | 87.5     | 82.1     | Playoffs      |
| 5    | 7bet-Lietkabelis        | 30       | 16       | 14       | 84.6     | 84.4     | Playoffs      |
| 6    | Neptūnas                | 30       | 14       | 16       | 84.7     | 86.8     | Playoffs      |
| 7    | CBet Jonavos            | 30       | 11       | 19       | 81.8     | 86.3     | Playoffs      |
| 8    | M Basket-Delamode       | 30       | 11       | 19       | 77.8     | 84.3     | Playoffs      |
| 9    | Nevėžis-Optibet         | 30       | 10       | 20       | 84.2     | 91.5     |               |
| 10   | Šiauliai                | 30       | 8        | 2        | 81.9     | 87.4     |               |
| 11   | Pieno žvaigždės         | 30       | 5        | 25       | 82.3     | 95.6     |               |
| 12   | Gargždai                | Excluído | Excluído | Excluído | Excluído | Excluído | Excluído      |

fonte:lkl.lt, podendo ser conferido em championsleague.basketball e eurobasket.com

### Fase 1 e 2
| Casa\Visitante          | LIE    | JSK    | MAZ    | NEP     | NEV    | PIE    | RYT    | SIA    | JUV    | WOL     | ZAL   |
| ----------------------- | ------ | ------ | ------ | ------- | ------ | ------ | ------ | ------ | ------ | ------- | ----- |
| 7bet-Lietkabelis        |        | 84-79  | 82-81  | 76-78   | 100-79 | 95-92  | 77-89  | 92-85  | 72-73  | 108-105 | 68-80 |
| CBet Jonavos            | 74-92  |        | 87-96  | 88-77   | 94-77  | 84-89  | 89-101 | 85-84  | 84-73  | 71-83   | 67-75 |
| M Basket-Delamode       | 64-82  | 79-82  |        | 70-68   | 88-81  | 100-74 | 60-77  | 73-78  | 88-86  | 73-84   | 69-73 |
| Neptūnas                | 91-81  | 69-64  | 84-87  |         | 97-74  | 112-87 | 70-77  | 85-76  | 78-91  | 66-98   | 75-95 |
| Nevėžis-Optibet         | 106-94 | 92-86  | 72-83  | 96-92   |        | 90-91  | 85-97  | 89-84  | 64-91  | 78-99   | 70-76 |
| Pieno žvaigždės         | 78-84  | 92-93  | 107-88 | 83-86   | 91-101 |        | 77-101 | 72-115 | 75-85  | 88-91   |       |
| rytas Vilnius           | 94-73  | 110-88 | 90-54  | 93-75   | 113-64 | 106-90 |        | 91-78  | 93-88  | 74-84   | 67-81 |
| Šiauliai                | 74-88  | 89-86  | 81-90  | 90-82   |        | 91-95  | 75-99  |        | 66-103 | 66-68   | 73-87 |
| Uniclub Casino-Juventus | 88-91  | 96-63  | 81-74  | 112-102 | 106-74 | 119-78 | 96-103 | 88-68  |        | 96-68   | 69-79 |
| Wolves                  | 73-78  | 85-96  | 84-74  | 92-73   | 89-74  | 94-79  | 72-89  | 86-77  | 77-71  |         | 75-64 |
| Žalgiris                | 69-63  | 86-69  | 101-63 | 76-88   | 102-98 | 78-68  | 94-97  | 89-74  | 101-63 | 79-55   |       |

### Fase 3 e 4
| Casa\Visitante          | LIE     | JON    | MAZ    | NEP   | NEV    | PIE    | RYT    | SIA   | JUV    | WOL   | ZAL     |
| ----------------------- | ------- | ------ | ------ | ----- | ------ | ------ | ------ | ----- | ------ | ----- | ------- |
| 7bet-Lietkabelis        |         | 90-80  | 88-82  |       | 92-93  | 90-63  |        |       | 91-65  |       | 77-83   |
| CBet Jonavos            |         |        |        | 78-81 |        |        | 85-98  | 81-80 |        | 81-68 |         |
| M Basket-Delamode       |         | 62-79  |        |       | 81-93  | 79-73  | 63-89  |       | 73-71  |       |         |
| Neptūnas                | 88-84   |        | 91-89  |       | 79-92  | 77-88  |        |       |        | 85-86 | 114-112 |
| Nevėžis-Optibet         |         | 116-83 |        |       |        |        | 79-88  | 86-94 | 88-93  |       |         |
| Pieno žvaigždės         |         | 77-116 |        |       | 74-76  |        | 89-124 |       | 83-89  |       |         |
| rytas Vilnius           | 113-100 |        |        | 83-84 |        |        |        | 83-74 |        | 99-83 |         |
| Šiauliai                | 79-87   |        | 91-94  |       |        | 98-89  |        |       |        | 65-91 | 69-92   |
| Uniclub Casino-Juventus |         | 88-85  |        | 83-96 |        |        | 88-78  | 96-93 |        |       |         |
| Wolves                  | 109-72  |        | 104-78 |       | 102-83 | 111-79 |        |       | 100-88 |       | 97-93   |
| Žalgiris                |         | 101-57 | 95-68  |       | 102-78 | 97-77  | 92-78  |       | 92-62  |       |         |

## Playoffs

### Quartas de final
| Time 1                  | Série | Time 2            | 1º Jogo | 2º Jogo | 3º Jogo  |
| ----------------------- | ----- | ----------------- | ------- | ------- | -------- |
| Žalgiris                | 2 - 0 | M Basket-Delamode | 97 - 61 | 76 - 58 | -        |
| Uniclub Casino-Juventus | 1 - 2 | 7bet-Lietkabelis  | 77 - 84 | 89 - 88 | 99 - 100 |
| rytas Vilnius           | 2 - 0 | CBet Jonavos      | 110 -77 | 96 - 90 | -        |
| Wolves Twinsbet         | 2 - 1 | Neptūnas          | 91 - 84 | 76 - 95 | 91 - 80  |

### Semifinal
| Time 1        | Série | Time 2           | 1º Jogo | 2º Jogo  | 3º Jogo | 4º Jogo | 5º Jogo |
| ------------- | ----- | ---------------- | ------- | -------- | ------- | ------- | ------- |
| Žalgiris      | 3 - 0 | 7bet-Lietkabelis | 93 - 72 | 90 - 89  | 88 - 79 | -       | -       |
| rytas Vilnius | 3 - 2 | Wolves Twinsbet  | 85 - 96 | 113 - 75 | 86 - 78 | 86 - 97 | 92 - 86 |

### Decisão de terceiro lugar
| Time 1           | Série | Time 2          | 1º Jogo | 2º Jogo | 3º Jogo | 4º Jogo | 5º Jogo |
| ---------------- | ----- | --------------- | ------- | ------- | ------- | ------- | ------- |
| 7bet-Lietkabelis | 3 - 1 | Wolves Twinsbet | 86 - 84 | 73 - 81 | 91 - 84 | 98 - 87 | -       |

### Final
| Time 1   | Série | Time 2        | 1º Jogo | 2º Jogo  | 3º Jogo | 4º Jogo | 5º Jogo |
| -------- | ----- | ------------- | ------- | -------- | ------- | ------- | ------- |
| Žalgiris | 1 - 3 | rytas Vilnius | 88 - 89 | 94 - 104 | 91 - 81 | 87 - 88 | -       |

## Campeões
| Betsafe LKL 2023-24 Campeões |
| ---------------------------- |
| rytas Vilnius 7º título      |

## Clubes lituanos em competições europeias
| Clube           | Competição        | Resultado                                                        |
| --------------- | ----------------- | ---------------------------------------------------------------- |
| Žalgiris        | EuroLiga          | Eliminado - como 14º colocado na temporada regular com 14v-20d   |
| Lietkabelis     | EuroCopa          | Eliminado - como 9º colocado no Gr. B com 7v-11d                 |
| Wolves          | EuroCopa          | Eliminado - como 7º colocado no Gr. A com 8v-10d                 |
| rytas Vilnius   | Liga dos Campeões | Eliminado - para Peristeri (0-2; 92-110, 80-83)                  |
| CBet Jonavos    | Liga dos Campeões | Eliminado - na fase classificatória para Strasbourg IG (78 - 83) |
| Nevėžis-Optibet | Copa Europeia     | Eliminado - na fase classificatória como 3º no Gr. B (0v-2d)     |
| CBet Jonavos    | Copa Europeia     | Eliminado - na segunda fase como 4º colocado no Gr. L (0v-6d)    |